# Kommandant der Seeverteidigung N
Der Kommandant der Seeverteidigung N, kurz Seekommandant N, war ein regionaler Küstenbefehlshaber der deutschen Kriegsmarine im Zweiten Weltkrieg.
Der Seekommandant N wurde später Seekommandant Saloniki.

## Geschichte
Der Seekommandant N wurde im Februar 1941 zum Einsatz im Südosten aufgestellt und dem OKM unterstellt. Die Bereichsgrenzen gingen von Kevala ausschließlich bis einschließlich Volos.
Bereits im April 1941 wurde die Dienststelle in Saloniki in Kommandant der Seeverteidigung Saloniki umbenannt. Die Unterstellung wechselte unter den Marinebefehlshaber Griechenland und kam nach der Umgliederung im Juli 1941 zum Admiral Ägäis.
Im April 1944 wurde die Dienststelle mit dem Kommandant der Seeverteidigung Lemnos zusammengelegt und bildete den neu eingerichteten Kommandant der Seeverteidigung Nordgriechenland.

## Unterstellte Dienststellen und Verbände
Dem Seekommandanten waren folgende Verbände und Dienststellen unterstellt:
- Hafenkommandant Saloniki mit Hafenkompanie
- Hafenkommandant Volos mit Hafenkompanie

## Seekommandanten
- Fregattenkapitän Paul von Falkenried: von der Aufstellung bis Juni 1943
- Kapitän zur See Ernst von Studnitz: Juni/Juli 1943
- Kapitän zur See Hans-Karl von Both: von Juli 1943 bis August 1943 mit der Wahrnehmung der Geschäfte beauftragt
- Kapitän zur See Wolfgang Jerchel: von August 1943 bis zur Auflösung